# Glade (бренд)
Glade — американский бренд бытовых освежителей воздуха, впервые представленный в 1956 году. Принадлежит компании S.C. Johnson & Son, также известной как Gleid (среди прочих). В 2012 году в Германии, Франции и Нидерландах Brise был переименован в Glade.

## Продукция
Продукция Glade включает в себя аэрозоли, свечи, автомобильное ароматическое масло, средства для ковров и помещений, ароматы, ароматизированные гелевые блоки (ароматический гель и ароматическое масло), Press 'N Fresh, Quick 'N Fresh, Secrets, ароматические масляные свечи и твёрдые освежители воздуха.

### Аэрозоли
- Blue Odyssey
- Clean Linen
- Country Garden
- Crisp Waters
- French Vanilla
- Fresh Lemon
- Fruit Explosion
- Hawaiian Breeze
- Jasmine & White Rose
- Lavender & Vanilla
- Lilac Spring
- Neutralizer
- Powder Fresh
- Rainshower
- Tropical Mist
- White Tea & Lily
- Blooming Peony & Cherry

### Свечи
- Cashmere Woods
- Apple Cinnamon
- Angel Whisper
- Clean Linen
- French Vanilla
- Glistening Snow (снят с производства в 2009 году)
- Lavender Meadow
- Melon Burst
- Mountain Berry
- Pumpkin Pie
- Rainshower
- Refreshing Spa
- Strawberries & Cream
- Fresh Mountain Morning

#### Три в одном
- Baking With Grandma
- Berry Picking
- Evening At Home
- Starlit Garden
- Lighting

### Автомобильное ароматическое масло
- Jasmine Mist
- Tropical Moment
- Outdoor Fresh
- Ocean Blue

### Средства для ковров и помещений
- Country Garden
- French Vanilla
- Fresh Scent
- Lilac Spring
- Melon Burst
- Neutralizer
- Rainshower
- Shake n' Vac

### Ароматы
- Alpine Spice
- Country Garden

### Ароматизированные гелевые блоки
- Apple Cinnamon
- Citrus Zest
- Clean Linen
- Country Garden
- Glade Country Spice

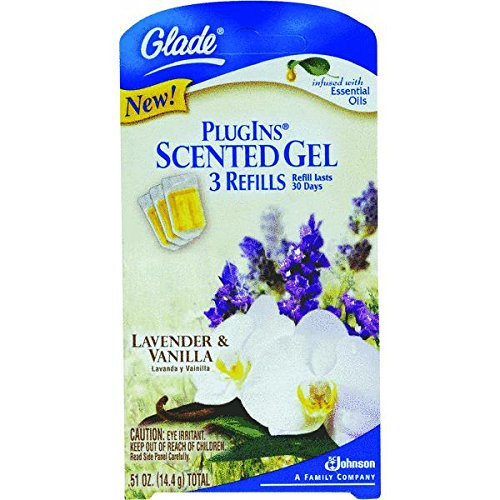
Ароматизированный гелевый блок Glade PlugIns

- Glistening Snow (снят с производства в 2009 году)
- Island Breeze
- Lilac Spring
- Mango Splash
- Mountain Berry
- Mountain Meadow
- Mountain Snow
- Natural Springs
- Rainshower
- Refreshing Spa
- Strawberry
- Tropical Garden
- Vanilla Garden

#### Ароматические гели
- Lavender & Vanilla

#### Ароматические масла
- Apple Cinnamon
- Butterfly Garden
- Clean Linen
- Clear Springs
- Ferns and Blossoms
- Floral Escape
- Glistening Snow (снят с производства в 2009 году)
- Hawaiian Breeze
- Jasmine & White Rose
- Lavender Meadow
- Mystical Garden
- Mango Fusion
- Ocean Blue
- Refreshing Citrus
- Rainshower
- Seaside Garden
- Sky Breeze
- Summer Berries
- Vanilla Breeze

### Press 'N Fresh
- Country Garden
- Just Orange
- Rainshower

### Quick 'N Fresh
- Country Garden
- Sunny Days

### Secrets
- Country Garden
- Floral Breeze
- Lavender Meadow
- Rainshower
- Summer Cravings

### Твёрдые освежители воздуха
- Angel Whispers
- Apple Cinnamon
- Clean Linen
- Clear Springs (для устранения жёстких запахов)
- Crisp Waters
- French Vanilla
- Fresh Berries
- Fresh Scent for Pet Odors (для устранения жёстких запахов)
- Hawaiian Breeze
- Lavender & Vanilla

## Праздничные товары
В конце 2005 года под брендом Glade были представлены свечи, вдохновлённые художником Томасом Кинкейдом. На обеих свечах были изображены разные зимние пейзажи, и на выбор предлагались ароматы ванили, яблока, корицы или тыквенного пирога.

## Конкуренты
Двумя основными конкурентами Glade на рынке освежителей воздуха являются Air Wick и Renuzit. Ранее Wizard Scented Oils также был конкурентом Glade, пока его производство не было прекращено из-за проблем с продажами.